# Torre Pallavicina
Torre Pallavicina es una localidad y comune italiana de la provincia de Bérgamo, región de Lombardía, con 1.118 habitantes.

## Evolución demográfica
| Gráfica de evolución demográfica de Torre Pallavicina entre 1861 y 2001 |
|                                                                         |
| Fuente ISTAT - elaboración gráfica de Wikipedia                         |